# 巴格雷 (帕拉州)
1°54′0″S 50°9′50″W / 1.90000°S 50.16389°W
巴格雷（葡萄牙語：Bagre），是巴西的城鎮，位於該國北部，由帕拉州負責管轄，始建於1961年3月25日，面積4,397平方公里，海拔高度31米，2010年人口23,855，人口密度每平方公里5.42人。